# Paralaudakia
Genre
Paralaudakia est un genre de sauriens de la famille des Agamidae.

## Répartition
Les 8 espèces de ce genre se rencontrent en Asie centrale, au Moyen-Orient, en Asie du Sud, en Asie de l'Est et au Caucase.

## Liste des espèces
Selon The Reptile Database (12 avril 2013) :
- Paralaudakia badakhshana (Anderson & Leviton, 1969)
- Paralaudakia bochariensis (Nikolsky, 1897)
- Paralaudakia caucasia (Eichwald, 1831)
- Paralaudakia erythrogaster (Nikolsky, 1896)
- Paralaudakia himalayana (Steindachner, 1867)
- Paralaudakia lehmanni (Nikolsky, 1896)
- Paralaudakia microlepis (Blanford, 1874)
- Paralaudakia stoliczkana (Blanford, 1875)

## Publication originale
- Baig, Wagner, Ananjeva & Böhme, 2012 : A morphology-based taxonomic revision of Laudakia Gray, 1845 (Squamata: Agamidae). Vertebrate Zoology, vol. 62, no 2, p. 213-260.